# Воробьёв, Николай Васильевич
Никола́й Васи́льевич Воробьёв (род. 21 мая 1960, Ленинград, СССР) — советский футболист, защитник и российский тренер. Мастер спорта СССР (1986), Заслуженный тренер России (2008).

## Карьера

### Клубная
С 1979 по 1983 играл в ленинградском «Динамо». В 1984—1990 годах выступал в «Зените», в составе которого стал чемпионом СССР 1984 года.

### Тренерская
С июня 1998 г. по январь 2012 г. работал на тренерских должностях в системе «Зенита». В 2001—2002 годах был главным тренером «Тюмени», совмещая с должностью селекционера в «Зените». Был главным тренером молодёжного состава «Зенита» и фарм-клуба «Зенит-2». В январе 2012 клуб не стал продлевать контракт с Николаем Воробьёвым.